# Lac de Sidi Mohamed Benali
Le lac de Sidi Mohamed Benali est un lac situé dans l'Ouest algérien, il est l'une des plus importantes réserves de la région. Il est situé sur le territoire de la commune de Ain Trid à 1,7 kilomètre de la ville de Sidi Bel Abbès, ou encore à proximité de l'auto-route Est-Ouest.

## Géographie
Le lac a une origine strictement anthropique. Il est alimenté en grande partie par le canal créé dans les années 1940 entre l'oued Mekerra et l'oued Sarno. Ce canal est destiné à diminuer les débits de crue de l'oued Mekerra, et donc les risques d'inondation, au niveau de Sidi-Bel-Abbès ; il ne fonctionne que lors des crues. Le lac occupe une cuvette naturelle développée dans des terrains sédimentaires, qui a été fermée à l'aval par une digue. Son fond, initialement très perméable, est devenu étanche en quelques années, grâce au dépôt de sédiments.
En pleine eau, le lac s'étend sur une cinquantaine d'hectares. Sa profondeur maximale avoisine 30 m.
Le lac est situé au milieu de terrains agricoles qui reçoivent des doses d'engrais importantes et portent un cheptel abondant. À la pollution générée par ces activités, s'ajoute celle liée à l'attractivité touristique du lac (camping, etc.).

## Caractéristiques

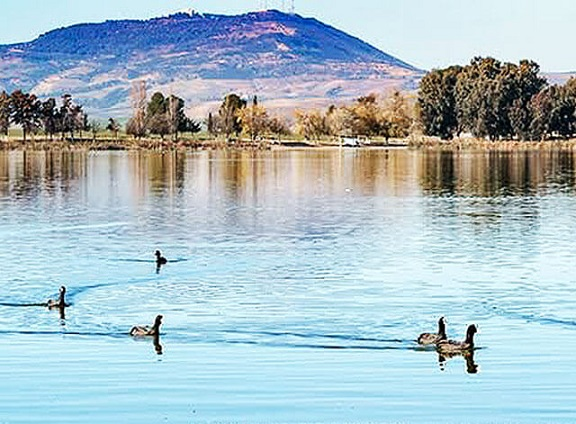

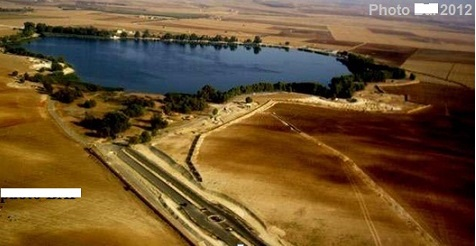

- Température en hiver : 5 °C
- Température en été : 18 °C